# Christian Lallier
Pour les articles homonymes, voir Lallier.
Christian Lallier est un anthropologue et réalisateur français, né en 1958 à Nantes (France).
Il s'est fait connaître par sa pratique de l’enquête de terrain qui associe le documentaire d’observation et l'ethnographie des interactions sociales,,. Il a théorisé sa démarche et fondé la notion d’anthropologie filmée dans son ouvrage Pour une anthropologie filmée des interactions sociales, publié en 2009 aux Éditions des archives contemporaines. « Lallier adopte une démarche d'« observation filmante » (par référence à « l'observation participante »). [...] Filmer est pour l'auteur un acte performatif et, loin d'observer pour filmer, on filme pour observer. La présence de la caméra est donc une condition de l'observation et non un biais dans l'observation ». Thierry Rogel, Liens Sociaux / Lectures.
Entre 1997 et 2008, il a réalisé plusieurs films documentaires sur l’aide au développement au Mali et au Burkina-Faso. Il est notamment l’auteur du film documentaire Nioro-du-Sahel, une ville sous tension diffusé sur Arte. « Nioro est un film qui réhabilite le politique en Afrique », Corine Wable, Journal des africanistes.

## Biographie
Au début des années 80, il étudie le cinéma et le théâtre à l’Université de Paris VIII à Vincennes, puis il devient journaliste de presse écrite et audiovisuelle. Il exerce ce métier pendant 12 ans et collabore notamment avec l'Agence CAPA et l'Agence Sygma pour des reportages TV. En 1992, il s’oriente vers le film ethnographique en réalisant son premier documentaire pour l'unité d'EDF Énergie Ile-de-France Ouest, dirigée alors par Jocelyne Canetti,. En 2004, il soutient une thèse en anthropologie sociale à l’École des hautes études en sciences sociales (EHESS), intitulée : L’autre et le regard-caméra. Filmer le travail des relations sociales, sous la direction de Jean-Paul Colleyn.
Sa démarche est influencée par les documentaristes du cinéma direct américain (Albert et David Maysles, Donn Alan Pennebaker, Frederick Wiseman, etc.), canadiens (Pierre Perrault, Michel Brault) et australiens (Bob Connolly (en) et Robin Anderson (en), Dennis O'Rourke (en)). Sa recherche en anthropologie filmée s'appuie, en particulier, sur l'oeuvre du sociologue Erving Goffman et sur l'anthropologie de la communication d'Yves Winkin. Elle se fonde également au croisement du cinéma et des sciences sociales, tel que le précise Jean-Paul Colleyn : « Lallier convoque aussi bien les réflexions d'anthropologues (Abélès, Althabe, Bourdieu, Augé, Favret-Saada, Affergan), de sociologues (Goffman, Cicourel, Garfinkel, Elias, Boltanski, Borzeix), de philosophes (Ricœur, Descombes, Schaeffer) que des théoriciens du cinéma (Souriau, Bazin, Aumont, Rouch) ».
Ses publications sur l'anthropologie filmée sont citées dans de nombreux articles et travaux de recherche consacrés à la pratique de l'enquête de terrain en sciences sociales par le documentaire d'observation,,,,,,,. Il est chercheur associé du Laboratoire d'Anthropologie Urbanités Mondialisations (LAUM-iiAC / EHESS-CNRS - UMR 8177), de 2005 jusqu'à fin 2017, année de dissolution du LAUM. Il est membre du Comité Scientifique de la Revue Française des Méthodes Visuelles (RFMV), fondée et dirigée par Alain Bouldoires et Fabien Rex,.
Christian Lallier est le directeur du Lab’AF - Laboratoire d’anthropologie filmée, une société de production audiovisuelle fondée avec la vidéaste et preneuse de son Mélodie Drissia Tabita,.

### Enseignement
En 2000, Christian Lallier rejoint Yves Winkin à l’École Normale Supérieure-Lettres & Sciences Humaines comme Professeur Associé (PAST),,. Pendant neuf ans, il y conduit un cours-atelier hebdomadaire en cinéma documentaire et anthropologie. Il est également chargé de cours à l'EHESS (voir École des hautes études en sciences sociales) pendant deux ans et à Sciences-Po Paris. Entre 2014 et 2021, il intervient régulièrement à l’Université Grenoble-Alpes (UGA) et collabore de 2019 à 2022 avec l’École Urbaine de Lyon (EUL) dirigée par Michel Lussault,. Depuis 2022, il anime une master-class avec Mélodie Drissia Tabita, à l'ENS de Lyon dans le cadre du Master en Sciences Sociales.

## Filmographie
- 1994 : Chronique de l'Unité
- 1995 : Changement à Gare du Nord
- 1999 : Nioro-du-Sahel, une ville sous tension[32]
- 2001 : Chambre d’hôtes dans le Sahel[33]
- 2003 : Naissance d’un lieu de travail
- 2006 : L’argent de l’eau[34]
- 2009 : Mali au féminin[35]
- 2010 : La ville sur des rails. L’utopie de la métropole[36]
- 2014 : La quatrième dimension de l’architecte[37]
- 2015 : L’élève de l’Opéra[38]
- 2017 : Le monde des objets de Monsieur Chazoule
- 2018 : Performers#10 - La fabrique de l’éphémère[39]
- 2019 : Le passeur[40]
- 2020 : Héritages et récits de la raffinerie de Petit-Couronne, 26 courts-métrages[41]
- 2022 : Face Work[42]
- 2024 : À la recherche de Kémoko

## Prix et distinctions
- Changement à Gare du Nord, reçoit le Prix Spécial du Jury au «Festival du film de chercheur de Nancy », en 1996.
- Nioro-du-Sahel, une ville sous tension est sélectionné au Festival « Cinéma du Réel », en 1999 et au « Festival Résistances » à Foix en 2007.
- Chambre d'hôtes dans le Sahel est sélectionné au « Festival international Média Nord-Sud de Genève, en 2000.
- L'argent de l'eau est primé au « Festival du Creusot » et au «Festival Eau et Cinéma de Mexico », en 2006.
- Le « Festival International Jean Rouch » a sélectionné quatre films documentaires de Christian Lallier : en 1999, Nioro-du-Sahel, une ville sous tension ; en 2000, Chambre d'hôtes dans le Sahel ; en 2005, L'argent de l'eau et en 2015, La quatrième dimension de l'architecte[43].

## Publication
- Pour une anthropologie filmée des interactions sociales, préface de Jean-Paul Colleyn, Éditions des Archives Contemporaines, 2009, 250 p.

## Articles
- Les mondes équivoques du film documentaire dans les sciences sociales, in « L’urbain par l’image », Creaphis Editions, 2020[44].
- Filmer la performance ou l'irrévocabilité du travail, in « Travail des images », Filmer, travailler, chercher, [Online], n°8, 2020.
- La pratique de l’anthropologie ou le terrain de "L’élève de l’Opéra", in « Revue Française des Méthodes Visuelles » [Online], n°2, 2018.
- Le cadre théâtral chez Jean Rouch : des Maîtres-fous à l’ethnofiction, in « Journal des africanistes », Tome 87 - Fascicule 1-2. 2017.
- De la légitimité de l’observateur-filmant, in « Anthrovision » [Online], 3.2, 2015,
- L’observation filmante, une catégorie de l’enquête ethnographique, in « L’Homme », Éditions de l’EHESS,  n°198-199, 2011.
- Comment filmer un clin d'œil ? de Clifford Geertz à Jean Bazin, in « Clifford Geertz, interprétation et culture », Université de Lyon II, 2010.
- Filmer le travail des relations sociales, in « Filmer le travail. Films et travail - Cinéma et sciences sociales », Éd. Université de Provence, 2010.
- Le corps, la caméra et la présentation de soi, in « Le journal des anthropologues », AFA, n°112-113, 2008 [Online depuis 2010].
- Le besoin d’aider ou le désir de l’autre, in « Autrepart », IRD, 2007.